# 김성택
김성택(金成澤, 시코나(四股名): 일본어: 春日王 克昌 가스가오 가쓰마사[*], 1977년 7월 1일 - )은 대한민국의 리키시이다. 가스가야마베야(春日山部屋)에 소속되어 있다. 부평고등학교 동기동창인 김남일과 절친한 사이이다. 스모 승부 조작 파문이 일어났을 때 본인은 "승부 조작에 가담한 적이 없다"고 항변했지만 스승으로부터 스모협회의의 지시 대로 은퇴 권고를 받으면서 2011년에 은퇴하였다.

## 개요
스모 선수로 데뷔하기 전에는 씨름 선수로 활동하였으며 1998년에 대통령기 통일 장사 씨름 대회에서 우승하기도 했다.
- 1998년 11월 다이칸잔(大韓山)이라는 시코나로 스모 선수로 활동했던 김기주(부상으로 은퇴, 현재는 이승엽의 일본내 대리인으로 활동)의 소개로 스모 선수로 데뷔
- 2002년 7월 주료(十兩) 등급으로 승급
- 2003년 1월 마쿠우치(幕內) 등급으로 승급. 이래 마쿠우치와 주료를 오가고 있다.
- 2011년 4월 은퇴

최고 성적은 2007년 3월 대회에서 올린 니시마에가시라([[西前頭) 3위이다.